# Европска комисија
Европска комисија (ЕК; енгл. European Commission (EC)) је извршни орган Европске уније, својеврсна Влада Европске уније. Уз Европски парламент и Савет Европске уније представља један од три главне институције које управљају Унијом. Председник и чланови Комисије се бирају од стране земаља чланица пошто су претходно одобрени од стране Европског парламента.
Комисија је извршни орган институционалног система Уније:
1. Има право да даје нацрте закона и потом их представи Парламенту и Савету;
2. Као Унијино извршно тело, одговорно је за имплементирање Европског законодавства (директиве, регулације, одлуке), буџет и програме усвојене од стране Парламента и Савета;
3. Понаша се као чувар Поступака и, заједно са Судом правде, уверава се да се закон Заједнице правилно примењује;
4. Представља Унију на међународној сцени и преговара око међународних договора, углавном на пољу размене и сарадње.

## Европски комесари
Комисија ЕУ има 28 комесара. Међу њима се бира председник и потпредседници Комисије. Кандидате за место комесара предлажу владе држава чланица, а за њихов избор неопходна је сагласност Европског парламента. Мандат комесара траје пет година.

### Тренутни састав
|  | Комесар              | Портрет | Функција и портфељ | Држава чланица       | Европска политичка странка           | Национална политичка странка |
|  | -------------------- | ------- | --- | -------------------- | ------------------------------------ | ---------------------------- |
|  | Жан Клод Јункер      |         | Председник Европске комисије | Луксембург           | Европска народна партија             | ЦСВ                          |
|  | Франс Тимерманс      |         | Европски комесар за боље законодавство, међуинституционалне односе, владавину права и повељу о основним правима Први потпредседник Европске комисије | Холандија            | Партија европског социјализма        | ПвдА                         |
|  | Федерика Могерини    |         | Високи представник за спољне послове и безбедносну политику Потпредседник Европске комисије                                                          | Италија              | Партија европског социјализма        | ПД                           |
|  | Кристалина Георгиева |         | Европски комесар за буџет и људске ресурсе Потпредседник Европске комисије                                                                           | Бугарска             | Европска народна партија             | ГЕРБ                         |
|  | Валдис Домбровскис   |         | Европски комесар за евро и социјални дијалог Потпредседник Европске комисије                                                                         | Летонија             | Европска народна партија             | Вјенотиба                    |
|  | Андрус Ансип         |         | Европски комесар за јединствено дигитално тржиште Потпредседник Европске комисије                                                                    | Естонија             | Савез либерала и демократа за Европу | ЕР                           |
|  | Јирки Катајнен       |         | Европски комесар за рад, раст, инвестиције и конкурентност Потпредседник Европске комисије                                                           | Финска               | Европска народна партија             | Кок                          |
|  | Марош Шефчович       |         | Европски комесар за енергетску унију Потпредседник Европске комисије                                                                                 | Словачка             | Партија европског социјализма        | Смер – СД                    |
|  | Јоханес Хан          |         | Европски комесар за суседство и преговоре о проширењу                                                                                                | Аустрија             | Европска народна партија             | ОВП                          |
|  | Маријан Тисен        |         | Европски комесар за запошљавање, социјална питања, вештине и мобилност радне снаге                                                                   | Белгија              | Европска народна партија             | ЦД&В                         |
|  | Невен Мимица         |         | Европски комесар за међународну сарадњу и развој | Хрватска             | Партија европског социјализма        | СДП                          |
|  | Христос Стилијанидис |         | Европски комесар за хуманитарну помоћ и управљање криза                                                                                              | Кипар                | Европска народна партија             | ДИЗИ                         |
|  | Маргрет Вестагер     |         | Европски комесар за конкуренцију | Данска               | Савез либерала и демократа за Европу | РВ                           |
|  | Пјер Московиси       |         | Европски комесар за економска и монетарна питања, опорезивање и царинску унију                                                                       | Француска            | Партија европског социјализма        | ПС                           |
|  | Гинтер Етингер       |         | Европски комесар за привреду и дигитално друштво | Немачка              | Европска народна партија             | ЦДУ                          |
|  | Димитрис Аврамопулос |         | Европски комесар за миграцију, унутрашње послове и држављанство                                                                                      | Грчка                | Европска народна партија             | НД                           |
|  | Фил Хоган            |         | Европски комесар за пољопривреду и рурални развој | Република Ирска      | Европска народна партија             | Fine Gael                    |
|  | Витенис Андриукаитис |         | Европски комесар за зравље и прехрамбену безбедност                                                                                                  | Литванија            | Партија европског социјализма        | ЛСДП                         |
|  | Кармену Вела         |         | Европски комесар за природу, поморство и рибарство                                                                                                   | Малта                | Партија европског социјализма        | ПЛ                           |
|  | Елжбиета Биенковска  |         | Европски комесар за унутрашње тржиште, индустрију, предузетништво и мала и средња предузећа                                                          | Пољска               | Европска народна партија             | ПО                           |
|  | Карлос Моедас        |         | Европски комесар за истраживање, науку и иновацију                                                                                                   | Португалија          | Европска народна партија             | ПСД                          |
|  | Џонатан Хил          |         | Европски комесар за финансијску стабилност, финансијске услуге и јединствено тржиште капитала                                                        | Уједињено Краљевство | Европски конзервативци и реформисти  | Кон                          |
|  | Вера Журова          |         | Европски комесар за правду, заштиту потрошача и равноправност полова                                                                                 | Чешка                | Савез либерала и демократа за Европу | АНО 2011                     |
|  | Корина Крецу         |         | Европски комесар за регионалну политику | Румунија             | Партија европског социјализма        | ПСД                          |
|  | Виолета Булц         |         | Европски комесар за саобраћај | Словенија            | Савез либерала и демократа за Европу | СМЦ                          |
|  | Мигел Ариас Кањете   |         | Европски комесар за акцију за климу и енергију | Шпанија              | Европска народна партија             | ПП                           |
|  | Сесилија Малстром    |         | Европски комесар за трговину | Шведска              | Савез либерала и демократа за Европу | ФП                           |
|  | Тибор Наврачић       |         | Европски комесар за едукацију, културу, омладину и спорт                                                                                             | Мађарска             | Европска народна партија             | Фидес                        |

## Историја
Европска комисија вуче своје корене из једне од пет кључних институција створених у наданационалном систему Европске заједнице, на предлог Роберта Шумана, француског министра спољних послова, 9. маја 1950. Наставши 1951. као Високо надлештво (енгл. High Authority) у Европској заједници за угаљ и челик, Комисија је прошла кроз бројне промене у својим моћима и саставу под разним председницима Комисије, везано за три Заједнице.

### Оснивање
Прва Комисија настала је 1951. као деветочлано „Високо надлештво“ под Председником Надлештва Жаном Монеом. Високо надлештво је било наднационални административни и извршни орган нове Европске заједнице за угаљ и челик (ЕЗУЧ), и преузело је дужност 10. августа 1952. у Луксембургу. 1958. године, Римски уговори су установили две нове заједнице поред ЕЗУЧ: Европску економску заједницу (ЕЕЗ) и Европску заједницу за атомску енергију (Евратом). Међутим, извршна тела нових заједница названа су „Комисије“, а не „Висока надлештва“. Разлог за промену имена био је нови однос између извршног органа и Савета. Неке државе попут Француске изразиле су задршку над моћима Високог Надлештва и желеле су да их ограниче, дајући више овлашћења Савету радије него новим извршним телима.
Луј Арман је водио прву Комисију Евратома. Валтер Халштајн је водио прву Комисију Европске економске заједнице, која је одржала први формални састанак 16. јануара 1958. у Замку Кнегињине долине надомак Брисела. Комисија је постигла сагласност о спорном договору о ценама житарица, и оставила позитиван утисак на треће земље када се први пут појавила на међународној сцени на Кенедијевој рунди преговора о Општем договору о тарифама и трговини (GATT). Халштајн је започео и консолидацију европског права и почео је имати значајан утицај на национална законодавства. У почетку се није превише пажње обраћало на његову администрацију, али је, уз помоћ Европског суда правде, Комисија утврдила свој ауторитет довољно чврсто да би будуће Комисије биле схватане озбиљније. Међутим, 1965. године, растуће разлике између француске владе Шарла де Гола и других земаља чланица (око приступања Уједињеног Краљевства, непосредних избора за Европски парламент, Фушеовог плана и буџета) изазвале су кризу „празне столице“, наизглед поводом предлога за Заједничку пољопривредну политику. Иако је институционална криза разрешена наредне године, она је коштала Етјена Хирша председниковања Евратомом, а затим и Валтера Халштајна над Комисијом ЕЕЗ, иако је потоњи иначе виђен као њен „најдинамичнији“ предводник до Жака Делора.

### Рани развој
Три тела су постојала паралелно до 1. јула 1967. када су, бриселским Уговором о спајању, спојена у јединствену администрацију под Председником Жаном Рејом. Рејова Комисија је, због спајања, привремено нарасла на четрнаест чланова, али су све касније Комисије враћене на девет чланова усвајањем формуле која је предвиђала по једног члана за мање државе чланице и два за веће. Рејова Комисија је довршила успостављање царинске уније у Заједници 1968, и залагала се за снажнији, бирани Европски парламент. Иако је Реј био први Председник спојених Заједница, Халштајн се сматра првим Председником модерне Комисије.
Уследиле су комисије Франка Марија Малфатија и Сикоа Мансхолта, које су радиле на монетарној сарадњи и првом проширењу на север 1973. Са овим проширењем, Комисија Франсоа-Хавијера Ортолија је нарасла на тринаест чланова (Уједињено Краљевство је, као велика земља чланица, добила два комесара), и бавила се проширеном заједницом и време економске и међународно-политичке нестабилности у то време. Међународно представљање Комисије је појачано када је Рој Џенкинс као први Председник Комисије присуствовао самиту Г8 у име Заједнице. Након Џенкинсове Комисије, Комисија Гастона Торна је надгледала проширење Заједнице на југ, уједно почињући рад на Јединственом европском акту.

### Делор и Сантер
Једна од најистакнутијих Комисија била је она коју је водио Жак Делор. Каснији Председници нису успевали да достигну исти ниво личне препознатљивости. Делор је био виђен као вођа који је Заједници дао смисао за смер развоја и динамичност. Делор и његова екипа се такође сматрају и „очевима оснивачима евра“. Интернешнел хералд трибјун је на крају Делоровог другог мандата 1992. о његовом раду написао:
Г-дин Делор је извукао Европску заједницу из мртвила. Пристигао је када је европесимизам био најгори. Иако је био мало познати некадашњи француски министар финансија, удахнуо је живот ии наду у ЕЗ и у потиштену бриселску Комисију. Током свог првог мандата, од 1985. до 1988, окупио је Европу око зова јединственог тржишта, а када је постављен на други мандат, почео је да подстиче Европљане ка далеко амбициознијим циљевима економске, монетарне и политичке уније.
Делоров наследник био је Жак Сантер. Комплетна Сантерова комисија била је од стране Европског парламента принуђена да поднесе оставку 1999, након оптужби о проневери. Ово је био први пут да је Комисија натерана да колективно поднесе оставку, и означио је померање ка Парламенту. Међутим, Сантерова Комисија јесте одрадила посао на Уговору из Амстердама и евру.

### Скорашње Комисије
Након Сантера, положај Председника Комисије преузео је Романо Проди. Уговор из Амстердама је проширио овлашћења Комисије и штампа је називала Продија нечиме налик на премијера. Моћи су поново појачане Уговором из Нице из 2001, које су Председнику дале више овлашћења над саставом њихове Комисије.
2004. године, Жозе Мануел Барозо је постао Председник. Парламент је поново утврдио свој значај противећи се предложеном саставу Комисије, због чега је Барозо био принуђен да учини измене у саставу пре него што је преузео дужност. Барозова Комисија је први пуни састав након проширења ЕУ на 25 чланова 2004. На крају мандата Продијеве Комисије, број комесара нарастао је на 30; због повећања у броју земаља, ступиле су на снагу одредбе Уговора из Амстердама којима је број комесара смањен на једног по држави чланици (уместо по два за велике државе), тако да је Барозова Комисија бројала 25 комесара, односно 27 по приступању Бугарске и Румуније 2007.

## Овлашћења и функције
Комисија је од почетка основана тако да делује као независан, наднационалан орган власти независан од влада, и описивана је као „једино тело које је плаћено да размишља на европски начин“. Чланове предлажу владе земаља чланица, свака по једног, али од њих се очекује да делују независно — независно од других утицаја, као на пример влада које су их поставиле на место комесара. Ово стоји у контрасту са Саветом министара Европске уније, који представљају владе, Европским парламентом, који представља грађане, и Економским и социјалним комитетом, за који уговор каже да представља „организовано цивилно друштво“.

### Извршна власт
Извршна власт у Унији припада Савету министара: он делегира Комисији овлашћења која она затим испуњава. Међутим, Савет може повући ова овлашћења, вршити их непосредно, или установити услове за њихову употребу. Овлашћења су наведена у члановима 211-219 Уговора о Европској заједници и уже су ограничена од већине националних органа извршних власти, делом због тога што Комисија нема овлашћења у областима попут спољашње политике — ово овлашћење припада Европском савету, који неке анализе описују као други извршни орган ЕУ.
Обзиром да би према Уговору из Лисабона Европски савет постао формална установа са овлашћењем да поставља Комисију, могло би се рећи да та два тела поседују извршне моћи Уније (Европски савет такође поседује појединачна национална извршна овлашћења). Међутим, Комисија је та која тренутно поседује извршну власт над Европском заједницом. Овлашћења Комисије налик на владе су таква да су неки попут некадашњег белгијског премијера Гија Верхофстада предложили измену њеног имена у „Европска влада“, називајући садашње име „комисија“ „смешним“.

### Законодавна иницијатива
Комисија се разликује од других институција утолико да само она има законодавну иницијативу у „стубовима“ Европске уније, што значи да једино Комисија може подносити формалне предлоге законодавних аката — нацрти закона не могу формално долазити из законодавне гране. Над Стубом за заједничку спољну и безбедносну политику, Комисија дели ово право са Саветом, али она нема овлашћења над Полицијском и судском сарадњом у кривичним пословима. У самој Комисији, међутим, Савет и Парламент могу захтевати законодавне акте; у највећем броју случајева, Комисија иницира основу ових предлога. Овај монопол је установљен са идејом да се обезбеди координисано и складно обликовање правног система Европске уније. Има гласова који оспоравају овај монопол захтевајући ово право и за Парламент, обзиром да већина националних скупштина има право законодавне иницијативе у неким областима. Према Уговору из Лисабона, грађани ЕУ би такође могли да траже од Комисије да предлаже законодавне акте у некој области путем петиције са барем милион потписа, али овакви захтеви не би били обавезујући.
Овлашћења Комисије да предлаже законе су обично били усредсређени на економску регулативу. Она је предложила велики број прописа заснованих на „принципу предострожности“. Ово значи да се приступа усвајању предострожних прописа уколико постоји разумна сумња на опасност по околину или људско здравље, на пример у борби против климатских промена или ограничавању генетички измењених организама, насупрот одмеравању регулативе у односу на њене последице по економију. На овај начин Комисија је произвела строжу регулативу у односу на друге земље. Због величине тржишта ЕУ, ово је, како је писао Економист, учинило Комисију де факто регулатором светског тржишта.
У скорије време, Комисија је почела са стварањем европског кривичног права. Инцидент у којем је, 2006. године, надомак обала Обале Слоноваче са европског брода избачен токсични отпад, навео је Комисију да се посвети законима против токсичног отпада. У то време, неке државе Европске уније нису ни имале транспорт токсичног отпада у свом кривичном праву, што је навело комесаре Франка Фратинија и Ставроса Димаса да предложе концепт „еколошких злочина“. Њихово право да прелажу кривичне законе је оспоравано у Европском суду правде али је суд ово право подржао. До 2007. године, једини други предлози изнети у области кривичног права су били директива о правима над интелектуалном својином, и амандман на оквирну одлуку против тероризма из 2002, који је забрањивао навођење на дела повезана са тероризмом, регрутовање (посебно преко интернета) и обуку.

### Спровођење
Када је пропис одобрен у Савету и Парламенту, Комисија има одговорност да обезбеди његово спровођење. Она ово чини преко земаља чланица или преко својих агенција. При усвајању неопходних техничких мера, Комисији помажу комитети које чине представници земаља чланица, у поступку који је у европском жаргону познат као „комитологија“. Даље, Комисија је одговорна за имплементацију буџета Европске уније, обезбеђујући, заједно са Европским судом одитора, да се фондови СУ исправно троше.
Посебно, Комисија има задужење да обезбеди поштовање уговора и правних прописа, могуће и извођењем земаља чланица или других институција на спор пред Европским судом правде. У овој улози, Комисија је неформално позната као „чувар уговора“. Коначно, Комисија донекле учествује у представљању Уније у спољним пословима, скупа са државама чланицама и Заједничком спољном и безбедносном политиком, представљајући Унију у телима као што је Светска трговинска организација. Такође, председник Комисије обично присуствује састанцима групе Г8.

## Састав
Комисију чини састав „комесара“, њих 28, укључујући и Председника Комисије и потпредседнике. Иако сваког члана именује национална влада државе чланице, по једног свака, они не представљају своју земљу у Комисији (мада у пракси понекад врше утицај у националном интересу). Када су комесари предложени, Председник међу њима расподељује портфеље. Моћ комесара у великој мери зависи од њиховог портфеља. На пример, док европски комесар за образовање, обуку и културу није нарочито важна личност, европски комесар за конкуренцију је моћан положај са глобалним утицајем. Комисија може преузети дужност тек након што састав у целини одобри Европски парламент. У вршењу њихових дужности, Комесаре подржава њихов лични кабинет који им помаже политичким смерницама, док се Грађанска служба (Генералне дирекције) бави техничком припремом.

### Постављање
Председника Комисије прво предлаже Европски савет; овог кандидата затим званично бира Европски парламент. Кандидат којег бира Савет је често био водећи национални политичар, али ово није неопходан услов. 2004. године, предлог Устава ЕУ (који је у међувремену напуштен) укључивао је и одредбу да избор Председника Комисије мора узимати у обзир најскорије изборе за Европски парламент. Ова одредба није била на снази за номинацију 2004, али су странке десног центра ЕУ вршиле притисак како би био одабран кандидат из њихових редова, и на крају је изабран кандидат са деснице, Жозе Мануел Барозо из Европске народне партије.
Има и других критеријума који утичу на одлуку Савета. Међу њима су и географска област Европе из које долази кандидат, његов политички утицај (кредибилан али не тако да би потпуно надјачао чланове Комисије), језици (Француска сматра добро знање француског језика неопходним условом), и степен укључења земље чланице (која би требало да буде члан и еврозоне и Шенгенског споразума).
2004, овај систем је произвео велики број кандидата и наишао је на критику неких европских парламентараца. Након избора који се одужио, вођа групе Савеза либерала и демократа за Европу Грејем Вотсон је описао процедуру као „пијацу теписима у Јустусу Липсиусу“ (према истоименом здању, седишту Савета) која је произвела само „најмањи заједнички именилац“, док је вођа групе Европски зелени–Европски слободни савез Данијел Кон-Бендит упитао Бароза након његовог првог говора: „Ако сте ви најбољи кандидат, зашто нисте били први кандидат?“
Након што је постављен, Председник Комисије међу комесарима бира неколико потпредседника. Тренутно, Комисија има пет потпредседника, од којих је Маргот Валстрем „први“ потпредседник. У принципу, положај потпредседника не доноси већу додатну количину моћи, осим првог потпредседника, који врши функцију председника док је овај одсутан.

### Политички стилови
Садашња Комисија Жозеа Мануела Бароза је преузела дужност пред крај 2004, након застоја који је изазван примедбама из Парламента због којих је морао бити измењен састав Комисије. 2007. године, Комисија је увећана са 25 на 27 комесара, након приступања Унији Румуније и Бугарске, које су именовале свака свог комесара. Са растућом величином Комисије, Барозо је прешао на стил управљања саставом више налик председничком, што је изазвало извесну дозу критике.
Међутим, иако је Барозо био више председничка и личност вишег профила од својих претходника, Комисија је почела да губи тло, јер велике земље чланице попут Француске, Уједињеног Краљевства и Немачке настоје да заобиђу њену улогу. Ово би се могло појачати стварањем Председника Европског савета. У новије време, унутар Комисије је дошло и до вишег степена политизације, што је комесарка Валстрем поздравила као нужност за укључивање грађана у европске послове.

## Легитимитет
Постоје мишљења да метод избора Комисије повећава демократски дефицит у Европској унији. Комисија је извршна грана власти у Унији, али кандидате превасходно бира 27 националних влада, што значи да је бирачима тешко да непосредно збаце Комисију са власти. Комисија свој легитимитет превасходно заснива на неопходној потврди гласањем у Парламенту скупа са могућношћу Парламента да збаци Комисију; међутим, излазност на изборима за Европски парламент била је мања од 50% од 1999. наовамо. Ова бројка јесте виша од неких националних избора, укључујући и оне за Конгрес САД, али чињеница да нема непосредних избора за Председника Комисије смањују легитимност овог положаја у очима јавности. Додатни проблем је непостојање јединственог бирачког тела. Уговор из Лисабона, који је одбачен на референдуму у Ирској, би могућно разрешио део дефицита стварањем веће демократске контроле над Комисијом, укључујући и успостављање поступка којим би се избор Председника Комисије везивао за изборе за Европски парламент. Према плановима потпредседнице Валстрем, европске политичке партије би добиле већи значај, водећи могућно до тога да би Председник Комисије био биран на изборима за Европски парламент.
Другачији поглед на Комисију тврди да области у којима она има овлашћења да иницира законе нису подесне за институцију која одговара изборним притисцима. У овом погледу Комисија се пореди са институцијама попут независних централних банака, које се баве техничким областима политике које су од невеликог изборног значаја. Осим овога, неки бранитељи Комисије истичу да, пре него што буду усвојени, прописе мора одобрити и Европски савет (који чине министри из земаља чланица) у свим областима, као и Европски парламент у неким областима, чиме се ограничава обим прописа који бивају усвојени у некој земљи чланици без сагласности њене владе.